# Louhans-Cuiseaux Football Club
El Louhans-Cuiseaux Football Club es un club de fútbol francés de la ciudad de Louhans. Fue fundado en 1970 y juega en el Championnat National 2, cuarta categoría del fútbol francés.

## Historia
Fundado en 1970 luego de la fusión de los clubes "Sportif Louhannais" (fundado en 1916) y el "Club de Cuiseaux" con sedes en Louhans y Cuiseaux respectivamente. 
El equipo juega de local en el Stade du Bram, en Louhans

## Palmarés
- Championnat National: 1

1999
- CFA Grupo B: 1

2005

## Jugadores

### Jugadores destacados del club
- Philippe Hinschberger
- Alaixys Romao
- Ángel Bargas
- Éric Assadourian
- Richmond Forson
- Gennaro Bracigliano
- Alou Diarra
- Fabrice Pancrate
- Guillaume Warmuz
- Alaeddine Yahia